# Ratkovská Lehota
Ratkovská Lehota és un poble i municipi d'Eslovàquia. Es troba a la regió de Banská Bystrica.

## Història
La primera menció escrita de la vila es remunta al 1413.

## Demografia
| Godina             | 1994 | 2004    | 2014    | 2024    |
| ------------------ | ---- | ------- | ------- | ------- |
| Nombre de persones | 61   | 70      | 57      | 37      |
| Diferència         |      | +14,75% | −18,57% | −35,08% |

| Godina             | 2023 | 2024   |
| ------------------ | ---- | ------ |
| Nombre de persones | 38   | 37     |
| Diferència         |      | −2,63% |